# あったかいんだからぁ♪
「あったかいんだからぁ♪」は、クマムシのデビューシングル。2015年2月4日発売。発売元はユニバーサルミュージック。

## 概要
「あったかいんだからぁ♪」はもともとクマムシの漫才「アイドルソング」の中の一節であり、それをもとに楽曲にしたものである。唄うパートはほとんどがボケ担当の長谷川俊輔で、ツッコミ担当の佐藤大樹は歌詞の中にある「Yes!」のみである。
同じコード進行であるSMAPの「笑顔のゲンキ」に似ているとSMAPメンバーから指摘されている。その後、互いに2015年4月27日放送の『SMAP×SMAP』のコーナー「S-Live」で「あったかいんだからぁ♪」と「笑顔のゲンキ」をクマムシとSMAPのコラボで披露している。
また、2021年放送の『ハコヅメ〜交番女子の逆襲〜』のメインテーマが当楽曲と酷似しており、長谷川が自らのTwitterで話題にした。
ミュージック・ビデオには桜井美悠、バービーが出演。監督は児山隆。ラストシーンでは次作の『なんだしっ!』が歌われている。

## リリース
本作は通常盤と初回限定盤があり、初回限定盤にはDVD特典が付属となっている。通常盤は1080円（税込）で、初回限定盤は1700円（税込）と、なっている。

## メディアでの使用
あったかいんだからぁ♪
- グラムールセールス（2015年、斎藤工が出演）[13]。
- コムテックエンジンスターター「クマムシ あったかいんだからぁ 」篇 （2017年）[14]
- オートバックス（2017年10月25日～11月[15]、北陸三県限定）[16]
- 2019年11月25日～12月1日放送のKBS京都「京都・時の証言者」で2015年のBGMとして使用。
- 花束みたいな恋をした（2021年、物語開始時点の時代設定が2015年であり有村架純扮する絹が歌を口ずさむシーンから始まる）[17]
- 花王「ハミング温感テクノロジー」ウェブCM（2021年11月。村方乃々佳と共演。スープを服に置き換えた替え歌）[18]
- 出川哲朗の充電させてもらえませんか? 第96弾（2022年3月12日、テレビ東京）冒頭の九十九里浜片貝海岸紹介シーンで。（「（あった）かいんだから」- 「片貝」?）
- 富山常備薬「常備浴」CM（2023年10月。入浴しながら効能などを謳う替え歌）
- ホクレン「灯油キャンペーン2024 あったかいんだからぁ篇」TVCM曲に使用（2024年～2025年　北海道のみ）。

## プロモーション
テレビ披露
音楽番組で披露したものとする。
- MUSIC JAPAN（2015年2月16日、NHK）
「あったかいんだからぁ♪」を披露した[19]。
- ミュージックステーション（2015年3月13日、テレビ朝日）
「あったかいんだからぁ♪」を披露した[20]。
- 第48回日本有線大賞（2015年12月14日、TBS）
「あったかいんだからぁ♪」を披露した[21]。
- 第57回日本レコード大賞（2015年12月30日、TBS）
「あったかいんだからぁ♪」を披露した[22]。

## 受賞
- 第57回日本レコード大賞 特別賞[23]
- 第48回日本有線大賞 有線話題賞[24]
- 第30回日本ゴールドディスク大賞 ベスト5ソング・ハイ・ダウンロード[25]

## チャート成績
本作は2015年2月16日付のオリコンチャートで初週1.2万枚を売り上げて、10位を記録した。また、レコチョクのウィークリーチャートでは2週連続で1位を記録した。

## 収録曲
| 全作詞・作曲: クマムシ、全編曲: 十川ともじ。 |                                                                           |          |            |      |
| #                                            | タイトル                                                                  | 作詞     | 作曲・編曲 | 時間 |
| 1.                                           | 「あったかいんだからぁ♪」                                                 | クマムシ | クマムシ   | 4:46 |
| 2.                                           | 「あったかいんだからぁ♪ -スーパーキューティクルver.-」                    | クマムシ | クマムシ   | 4:01 |
| 3.                                           | 「あったかいんだからぁ♪」(Instrumental Ver.)                              | クマムシ | クマムシ   | 4:45 |
| 4.                                           | 「あったかいんだからぁ♪ -スーパーキューティクルver.-」(Instrumental Ver.) | クマムシ | クマムシ   | 3:56 |
| 合計時間:                                    | 合計時間:                                                                 | 17:30    |            |      |

| #  | タイトル                                                                       | 作詞 | 作曲・編曲 | 監督 |
| -- | ------------------------------------------------------------------------------ | ---- | ---------- | ---- |
| 1. | 「なんだし」(ネタ集)                                                           |      |            |      |
| 2. | 「シャンプー」(ネタ集)                                                         |      |            |      |
| 3. | 「Could you tell me?」(ネタ集)                                                 |      |            |      |
| 4. | 「右手と左手」(ネタ集)                                                         |      |            |      |
| 5. | 「「あったかいんだからぁ♪」 振り付け会議」(Dance Video)                        |      |            |      |
| 6. | 「ダンシング☆あったかいんだからぁ♪ -スーパーキューティクルver.-」(Dance Video) |      |            |      |

## 収録作品
| 発売日         | タイトル                                                                                     | 規格品番            | 備考                                                                                  |
| -------------- | -------------------------------------------------------------------------------------------- | ------------------- | ------------------------------------------------------------------------------------- |
| 2015年5月27日  | 『J-PARTY ～DANCE～ mixed by DJ FUMI★YEAH!』                                                 | ASPQ-2              |                                                                                       |
| 2015年5月27日  | 『J-PARTY mixed by DJ FUMI★YEAH!』                                                           | UPCH-2031           | スーパーキューティクルver.                                                            |
| 2015年6月17日  | 『コロムビアキッズ こどものうた さぁ行け!ニンニンジャー!あくびがビブベバ』                   | COCX-39121          |                                                                                       |
| 2015年7月8日   | 『ニュー・キッズ・ソング』                                                                   | CRCD-2467           |                                                                                       |
| 2015年7月29日  | シングル『なんだしっ!』                                                                      | UPCH-5841 UPCH-7007 | 「Attakaindakaraa♪ feat.カストロさとし」「あったかいんだからぁ♪（盆踊りver.）」収録。 |
| 2015年8月19日  | 『コロムビアキッズ さいしんキッズヒットパレード』                                            | COCX-39236          |                                                                                       |
| 2015年9月30日  | 『100万人の涙MIX3 Mixed by DJ ROYAL』                                                        | TREM-013            |                                                                                       |
| 2015年11月18日 | 『コロムビアキッズ ハッピーハッピーこどものうたつめあわせ』                                  | COCX-39311          |                                                                                       |
| 2015年12月16日 | オリジナルアルバム『特別なスープ』                                                           | UPCH-7096 UPCH-7097 |                                                                                       |
| 2016年1月6日   | 『こどものうた デラックス50』                                                                | CRCD-2473           |                                                                                       |
| 2016年1月13日  | 『はかなき恋の二胡～アジアン・ヒーリング～』                                                 | KICS-3332           |                                                                                       |
| 2016年3月23日  | 『2016 ポップ・ヒット・マーチ ～スター・ウォーズ メインテーマ/もしも運命の人がいるのなら～』 | COCX-39465          |                                                                                       |

## カバー
| 発売日         | タイトル                                                    | 規格品番                      | 備考                                                                   |
| -------------- | ----------------------------------------------------------- | ----------------------------- | ---------------------------------------------------------------------- |
| 2015年4月1日   | カストロさとし『Attakaindakaraa♪feat.カストロさとし』       |                               | 英語版のカバー曲のタイトルで配信。                                     |
| 2015年6月10日  | GILLE『THE BEST of “I AM GILLE.” 〜Amazing J-POP Covers〜』 | UPCH-2033 UPCH-7027           | 「あったかいんだからぁ♪ feat.押尾コータロー,クマムシ佐藤」として収録。 |
| 2015年6月24日  | Sol3 Mio『オー・ソレ・ミオ～癒しのオーシャン・ヴォイス』    | UCCL-1182                     | 日本盤ボーナス・トラック                                               |
| 2015年9月2日   | 杉山優奈シングル『かまってYO!ね』                           | UICV-5042 UICV-9128           | カップリングに収録。。                                                 |
| 2015年11月18日 | クリシア『in love?』                                        | UPCH-2054 UPCH-7055 UPCH-7080 |                                                                        |